# Die Unbeugsamen 2 – Guten Morgen, Ihr Schönen!
Die Unbeugsamen 2 – Guten Morgen, Ihr Schönen! ist ein deutscher Dokumentarfilm. Er startete am 29. August 2024 in den deutschen Kinos. Regisseur Torsten Körner porträtiert darin Frauen aus unterschiedlichen Gesellschaftsschichten der Deutschen Demokratischen Republik und ihren Kampf um Teilhabe und Selbstbestimmung. Vom selben Regisseur erschien 2021 der Kinofilm Die Unbeugsamen.

## Inhalt
Da es während des Bestehens der DDR lediglich drei Ministerinnen gab, musste Körner zwangsläufig den Fokus weiten, um genügend Protagonistinnen zu finden. Dafür wandte er die „Methode Wander“ an, so wie Maxie Wander Frauen zu ihren persönlichen Erlebnissen befragte und diese Interviews als Grundlage für ihr Buch Guten Morgen, du Schöne nutzte, dem auch der Untertitel entlehnt ist.
Im Film sprechen über ihr Aufwachsen und Leben im Staat DDR die ehemalige Oberbürgermeisterin von Potsdam Brunhilde Hanke (1930–2024), die einstige LPG-Vorsitzende Solveig Leo (* 1943), die DEFA-Regieassistentin Barbara Mädler (* 1943), die Historikerin Annette Leo (* 1948), die Malerin Doris Ziegler (* 1949), Verhaltensbiologin Marina Grasse (* 1950), die Schriftstellerin Katja Lange-Müller (* 1951; Tochter der Kandidatin des Politbüros Inge Lange), die Punkerin und Schriftstellerin Gabriele Stötzer (* 1953), die Friedensaktivistin Ulrike Poppe (* 1953), die Schauspielerin Katrin Sass (* 1956), die ehemalige Schlagzeugerin der Frauenband Mona Lise Tina Powileit (* 1959), die ehemalige Metallurgin in der Maxhütte Katrin Seyfarth (* 1962), die Comic-Künstlerin Anke Feuchtenberger (* 1963), die Zahnarzthelferin Kerstin Bienert (* 1969) und die Kuratorin Amrei Bauer (* 1969; Tochter der Malerin Annemirl Bauer).

## Produktion und Veröffentlichung
Die Unbeugsamen 2 ist eine Produktion von Broadview Pictures in Co-Produktion mit ZDF/3sat, gefördert mit Mitteln der Film- und Medienstiftung NRW, des Beauftragten der Bundesregierung für Kultur und Medien und des Deutschen Filmförderfonds. Leopold Hoesch war Produzent, Majestic Film übernahm den Verleih in Deutschland.
Bei der Premiere am 29. August 2024 in der Berliner Kulturbrauerei hielt Verwaltungsrichterin Elke Büdenbender ein Grußwort.

## Rezeption
Vision Kino, die gemeinnützige Gesellschaft zur Förderung der Film- und Medienkompetenz von Kindern und Jugendlichen, empfiehlt den Film für die Nutzung in Schulen: „Der Film ist eine Ode an all die unbeugsamen Frauen – Arbeiterinnen, Wissenschaftlerinnen, Künstlerinnen – die selbstbewusst ihren Platz im Leben einforderten. Ein wichtiges, bitter-humorvolles Stück Geschichte – und ein Gegenpol zu einer maßgeblich männerzentrierten Geschichtsschreibung.“

### Kritik
Paula Schöber schreibt in Tip Berlin: „Der Kampf der Ost-Frauen für echte Gleichberechtigung war im Vergleich zu dem ihrer West-Genossinnen etwas leiser, weniger sichtbar, nicht zuletzt, weil ihnen eine politische Plattform, ein Aufbegehren im Unrechtsstaat DDR größtenteils verwehrt blieb. Und so ist auch Körners zweiter ‚Unbeugsamen‘-Film etwas ruhiger, etwas weniger aufbrausend, aber trotzdem nicht weniger empörend. Durch seinen etwas anders gewählten Ansatz kann Körner auch ein größeres Bild zeichnen. Konzentrierte er sich im ersten Film größtenteils auf die Situation der Frauen in der Politik und die Ungleichberechtigung, die sie im Bundestag erlebten, zoomt er nun in viele verschiedenen Lebensbereiche hinein: ‚Die Unbeugsamen 2‘ kann so von der Ermächtigung, aber auch der Diskriminierung von arbeitenden Frauen in der DDR erzählen, von der Doppelbelastung im Haushalt, von sexueller Selbstbestimmung, aber auch von häuslicher Gewalt, von widerständigen Frauen im Gefängnis und von Frauen wie Ulrike Poppe und Bärbel Bohley, die sich als zwei der ersten DDR-Bürger in der Friedensbewegung engagierten.“